# Kullervo Manner

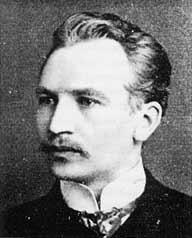
Kullervo Manner

Kullervo Achilles Manner (* 12. Oktober 1880 in Kokemäki, Finnland; † 15. Januar 1939 in Petschora, heutiges Russland) war ein finnischer Kommunistenführer.

## Leben
Er wurde als Sohn eines Pfarrers geboren. 1900 schloss er die Schule ab und wurde Journalist in Porvoo. Später arbeitete er in Helsinki. Manner war Mitglied der Sozialdemokratischen Partei Finnlands und von 1917 bis 1918 deren Vorsitzender. Für die Partei wurde er auch 1910 und 1917 in den finnischen Reichstag und 1916 zum Parlamentspräsidenten gewählt. Als am 28. Januar 1918 das Volkskommissariat Finnlands als provisorische Revolutionsregierung gebildet wurde, übernahm Manner den Vorsitz. Nach der Niederlage der Roten Garden in der Schlacht von Tampere während des Finnischen Bürgerkrieges wurde er am 12. April 1918 zum „Diktator“ ausgerufen, um die Disziplin der Revolutionstruppen wiederherzustellen und die Verteidigung gegen die „Weißen“ zu organisieren. Er hatte die Einführung einer Diktatur unterstützt, sich selbst aber nicht für geeignet gehalten.
Nachdem die Finnische Revolution niedergeschlagen war, flüchtete Manner in das bolschewistische Russland. Dort gehörte er 1918 zu den Mitgründern der Kommunistischen Partei Finnlands und wurde 1920 deren Vorsitzender. Diesen Posten hatte er bis 1935 inne, ehe er als Opfer des Großen Terrors verhaftet wurde und zu zehn Jahren Haft in einem Gulag-Arbeitslager verurteilt wurde. Manner kam in das Arbeitslager UchtPetschLag in Petschora bei Uchta in der ASSR der Komi, wo er 1939 wahrscheinlich an einer Radiumvergiftung starb, hervorgerufen durch seinen Einsatz in einer Radiummine. Als offizieller Todesgrund wurde jedoch Tuberkulose angegeben.
Während der Chruschtschow-Ära wurde Manner 1962 von der Sowjetunion als Folge des Bruchs mit Stalin (Entstalinisierung) rehabilitiert.